# 李韩锁
李韩锁（1927年12月—），汉族，山西昔阳人，中华人民共和国政治人物。

## 生平
1944年5月，加入中国共产党。1948年8月，起任中共昔阳一区组织委员，一区团委书记，昔阳团县委副书记、书记。1955年2月，调榆次团地委任青工部部长。1958年2月，后任中共昔阳县委宣传部副部长，中共城关公社党委书记，中共昔阳县委宣传部部长、县委常委。1967年，先后任中共大寨公社核心小组组长、昔阳县革命委员会副主任、昔阳县核心小组组长、中共昔阳县委第一副书记，昔阳县革命委员会副主任。1973年3月，任晋中地区革命委员会副主任，中共晋中地委副书记、第一副书记、书记，兼晋中军分区第一政委。1978年，担任中共山西省委委员、常委；任内任人唯亲，提拔大量昔阳县委领导人。1979年3月，离职。之后人民日报调查，并全面揭开文化大革命期间山西问题。不久，中共山西省委参考中央山西问题调查组向中央的报道，起草《关于农业学大寨运动中经验教训的检查报告》，停止该项运动，相关人员也逐步离开领导岗位。